# 綿打村
綿打村（わたうちむら）は群馬県の東部、新田郡に属していた村。

## 地理
- 河川：早川

## 歴史
- 1889年（明治22年）4月1日 - 町村制施行により大根村，上江田村，上田中村，下田中村，花香塚村，金井村，嘉禰（かね）村，大村，上中村，溜池村，権右衛門村が合併して新田郡綿打村が成立する。
- 1956年（昭和31年）9月30日 - 木崎町、生品村と合併し新田町となる。
- 2005年（平成17年）3月28日 - 新田町が太田市、尾島町、藪塚本町と合併し太田市となる。